# Бекетовська сільська рада
Беке́товська сільська рада (рос. Бекетовский сельский совет) — муніципальне утворення у складі Єрмекеєвського району Башкортостану, Росія. Адміністративний центр — село Бекетово.

## Населення
Населення — 1130 осіб (2019, 1224 в 2010, 1273 в 2002).

## Склад
До складу поселення входять такі населені пункти:
| Населений пункт       | Населення, осіб (2002) | Населення, осіб (2010) |
| --------------------- | ---------------------- | ---------------------- |
| Бекетово, село        | 506                    | 477                    |
| Городецьке, село      | 154                    | 153                    |
| Кожай-Максимово, село | 5                      | 6                      |
| Новий, село           | 315                    | 313                    |
| Новотураєво, село     | 288                    | 269                    |
| Сисоєвка, присілок    | 1                      | 1                      |
| Хорошовка, присілок   | 4                      | 5                      |